# タルタロス
タルタロス（古希: Τάρταρος、古代ギリシア語ラテン翻字: Tártaros）は、ギリシア神話における奈落の神であり、奈落そのものとされる。冥界の最奥にあることから牢獄として扱われた。

## 概要
ギリシア神話における奈落の神にして、奈落そのものとされた神。原初の神カオスの次に生まれた原初の神々の一柱。兄弟姉妹関係にある大地の女神ガイアを配偶神とし、彼女との間に怪物テューポーン、エキドナをもうけた。
冥界のさらに下方に有る。天と地の間の距離と同じだけ、大地からさらに低いところにある（その距離というのは、具体的には、上端から下端へ真鍮の金敷きを九昼夜落とし続けて十日目に下端につく距離）。
霧たちこめ、神々ですら忌み嫌う澱んだ空間。ポセイドーンが青銅の門を作り、その周りは青銅の壁で覆われているため、何者も逃げおおすことはできない。仮に人間がこの門の中に入ったとしたら、一年がかりでも底にたどり着けない。かえって、神々が怖れるほどの苛烈な暴風で吹き飛ばされてしまう。
はじめ、ウーラノスやクロノスがヘカトンケイル族やキュクロープス族を幽閉するのに使い、怪物カムペーに番人をさせていた。後にゼウス達が彼らを解放しティーターン神族を打ち倒すと、ティーターン神族が幽閉され、ヘカトンケイル族がその牢番となった。他にもテューポーンがここに投じられたともいわれている。
後世、たとえばプラトーンなどでは地獄として扱われるようになった。
新約聖書の原文中、ただ一度ペテロ第二2章4節にその名がみえる。

## タルタロスに幽閉された者たち
- ヘカトンケイル族（後に解放）
- キュクロープス族（後に解放）
- ティーターン神族
  - Arke（英語版） - ティーターノマキアーの際にティーターン神族に味方したためタルタロスに落とされた。彼女の翼はアキレウスの両親が結婚した時に贈られ、彼の別名ポダルケースの由来ともなった。
- テューポーン（一説）
- ティテュオス - 女神レートーに対する狼藉で、はりつけにされて生きたまま内臓をハゲタカに食べさせる罰を受ける。
- タンタロス - 神々の食料を横領した事などにより怒りを買った。沼の上にある果樹の枝に吊され、永遠に水と果実が取れないようにされた。
- シーシュポス - タナトスやハーデースを騙した罪で、大岩を山の上まで持ち上げて途中で落とされ続ける罰を受ける。
- イクシーオーン - ヘーラーを誘惑してゼウスの怒りを買った。永遠に火焔車に磔られる罰を受ける。
- オクノス（英語版） - 理由は不明だが、縄を作り、作った端からロバに食べられ続けるという作業を行っている。
- ダナイデス - 夫を殺した罪で、水漏れがする壺で水を汲み続けさせられる。
- シーデー - オーリーオーンの最初の妻だったが、自分はへーラーよりも美しいと言ったためへーラーの怒りを買った。